# 2673 Lossignol
2673 Lossignol este un asteroid din centura principală, descoperit pe 22 mai 1980 de Henri Debehogne.